# 澤生擬鯉
澤生擬鯉（学名：Rutilus basak）为輻鰭魚綱鯉形目雅羅魚科的其中一種，分布於歐洲阿爾巴尼亞、波士尼亞、克羅埃西亞以及塞爾維亞和蒙特內哥羅淡水流域，本魚體呈橢圓形，中等大小，口端為，全身呈均勻的銀色，腹膜黑色，側線上通常有36-38個鱗片，背鰭軟條11枚、臀鰭軟條11枚，體長可達23.3公分，棲息於流動緩慢的溪流、湖泊、沼澤，生活習性不明，可做為食用魚。